# بوب كينغ (موسيقي)
بوب كينغ هو موسيقي كندي، ولد في 1934.